# Apatania arizona
Apatania arizona är en nattsländeart som beskrevs av Wiggins 1973. Apatania arizona ingår i släktet Apatania och familjen Apataniidae. Inga underarter finns listade i Catalogue of Life.